# Comuna Cristești, Mureș
Cristești (mai demult Murăș-Cristur, în maghiară Maroskeresztúr, în germană Heiligkreuz) este o comună în județul Mureș, Transilvania, România, formată din satele Cristești (reședința) și Vălureni.

## Geografie
Comuna Cristești este situat în centrul Județului, pe malul stâng al Mureșului, pe Podișul Transilvanei (Podișul Transilvanei), la 5 km sud-vest de Târgu Mureș, capitala Județului, a căruia se află. o suburbie.
Comuna este alcătuit din următoarele două sate :
- Cristești , reședința municipiului;
- Valureni

## Istorie
Prima mențiune scrisă a satului datează din 1332 sub numele de Santa Cruce. Comuna Cristești a aparținut Regatului Ungariei, apoi Imperiului Austriei și Imperiului Austro-Ungar.
În 1876, în timpul reorganizării administrative a Transilvaniei, a fost atașată județului Maros-Torda.
Comuna Cristești s-a alăturat României în 1920, prin Tratatul de la Trianon, în timpul dezintegrarii Austro-Ungariei. 
După cel de-al doilea arbitraj de la Viena, a fost din nou ocupat de Ungaria între 1940 și 1944, timp în care mica comunitate evreiască a fost exterminată de naziști. A redevenit românesc în 1945.

## Demografie
Componența etnică a comunei Cristești
     Români (41,61%)
     Maghiari (37,05%)
     Romi (13,2%)
     Alte etnii (0,04%)
     Necunoscută (8,1%)
Componența confesională a comunei Cristești
     Ortodocși (45,33%)
     Reformați (29,15%)
     Romano-catolici (5,35%)
     Martori ai lui Iehova (3,58%)
     Adventiști (2,99%)
     Penticostali (2,2%)
     Alte religii (2,45%)
     Necunoscută (8,96%)
Conform recensământului efectuat în 2021, populația comunei Cristești se ridică la 5.592 de locuitori, în scădere față de recensământul anterior din 2011, când fuseseră înregistrați 5.824 de locuitori. Cei mai mulți locuitori sunt români (41,61%), cu minorități de maghiari (37,05%) și romi (13,2%), iar pentru 8,1% nu se cunoaște apartenența etnică. Din punct de vedere confesional, cei mai mulți locuitori sunt ortodocși (45,33%), cu minorități de reformați (29,15%), romano-catolici (5,35%), martori ai lui Iehova (3,58%), adventiști (2,99%) și penticostali (2,2%), iar pentru 8,96% nu se cunoaște apartenența confesională.

## Politică și administrație
Comuna Cristești este administrată de un primar și un consiliu local compus din 15 consilieri. Primarul, Edit Kovács[*],  politician independent, este în funcție din 2016. Începând cu alegerile locale din 2024, consiliul local are următoarea componență pe partide politice:
|  | Partid                                 | Consilieri | Componența Consiliului | Componența Consiliului | Componența Consiliului | Componența Consiliului | Componența Consiliului | Componența Consiliului | Componența Consiliului |
|  | -------------------------------------- | ---------- | ---------------------- | ---------------------- | ---------------------- | ---------------------- | ---------------------- | ---------------------- | ---------------------- |
|  | Uniunea Democrată Maghiară din România | 7          |                        |                        |                        |                        |                        |                        |                        |
|  | Partidul Social Democrat               | 2          |                        |                        |                        |                        |                        |                        |                        |
|  | Alianța pentru Unirea Românilor        | 2          |                        |                        |                        |                        |                        |                        |                        |
|  | Partidul Național Liberal              | 2          |                        |                        |                        |                        |                        |                        |                        |
|  | Partidul Mișcarea Populară             | 2          |                        |                        |                        |                        |                        |                        |                        |